# Ebrahim Sjah Afshar
Ebrahim Sjah Afshar (Farsi: ابراهیم‌شاه) (ovl. 1748) was de derde sjah van de Afshariden, een door zijn oom Nadir gestichte dynastie die korte tijd heerste over het gebied dat nu Iran is. Ebrahim greep de macht van zijn broer Adil Sjah Afshar door hem de ogen uit te steken, in juli 1748, maar hij regeerde minder dan een jaar. In december werd hij door zijn eigen manschappen afgezet en gedood. De raad van edelen koos vervolgens Nadirs kleinzoon Shahrokh Sjah Afshar als zijn opvolger.